# Первенець (Сакмарський район)
Пе́рвенець (рос. Первенец) — селище у складі Сакмарського району Оренбурзької області, Росія.

## Населення
Населення — 74 особи (2010; 43 у 2002).
Національний склад (станом на 2002 рік):
- росіяни — 51 %
- казахи — 49 %